# Christian Ernst zu Stolberg-Wernigerode

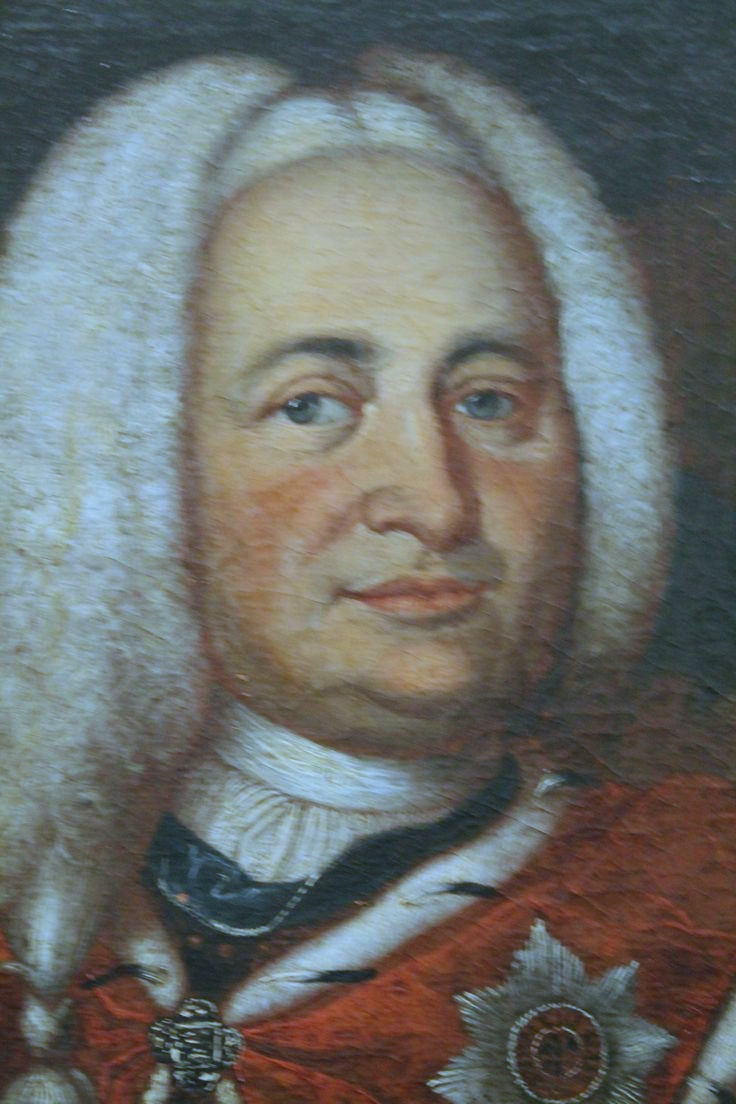
Christian Ernst zu Stolberg-Wernigerode

Graf Christian Ernst zu Stolberg-Wernigerode (* 2. April 1691 in Gedern; † 25. Oktober 1771 in Wernigerode) regierte von 1710 bis 1771 über die seit 1714 unter unmittelbarer Oberhoheit Brandenburg-Preußens stehende Grafschaft Wernigerode im Harz.
Seine volle Titulatur war Seine Reichshochgräfliche Exzellenz, der Hochgeborene Graf und Herr, Herr Christian Ernst, des Heiligen Römischen Reichs Graf zu Stolberg, Königstein, Rochefort, Wernigerode und Hohenstein, Herr zu Epstein, Münzenberg, Breuberg, Aigmont, Lohra und Klettenberg etc. etc. des königlich Preußischen schwarzen Adlerordens Ritter.

## Leben
Christian Ernst ist das 10. Kind der zweiten Ehe des Grafen Ludwig Christian zu Stolberg. Seine Mutter war die Herzogin Christine zu Mecklenburg, Tochter von Gustav Adolf von Mecklenburg-Güstrow. Friedrich Carl zu Stolberg-Gedern war ein jüngerer Bruder.

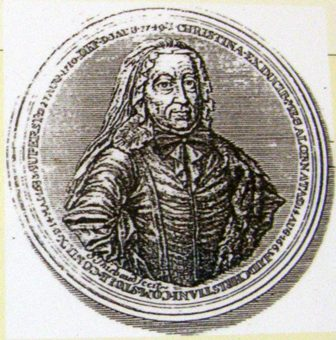
Christine zu Stolberg, geb. Herzogin zu Mecklenburg, die Mutter des Grafen, die für ihn 1710–1713 vormundschaftlich die Regierung führte

Gemäß dem väterlichen Testament vom 23. Januar 1699 erhielt er nach dessen Tod die Grafschaft Wernigerode, über die bislang sein Onkel Graf Ernst zu Stolberg regierte, den Hohnsteinschen Forst südlich von Benneckenstein und die Ansprüche auf das verpfändete Amt Elbingerode (Harz). Nach dem Tod des Vaters 1710 trat er unter Vormundschaft seiner Mutter das Erbe an und nannte sich fortan Graf zu Stolberg-Wernigerode. Er verlegte den Regierungssitz von Ilsenburg zurück nach Wernigerode, dessen Schloss er renovieren und baulich erweitern ließ.

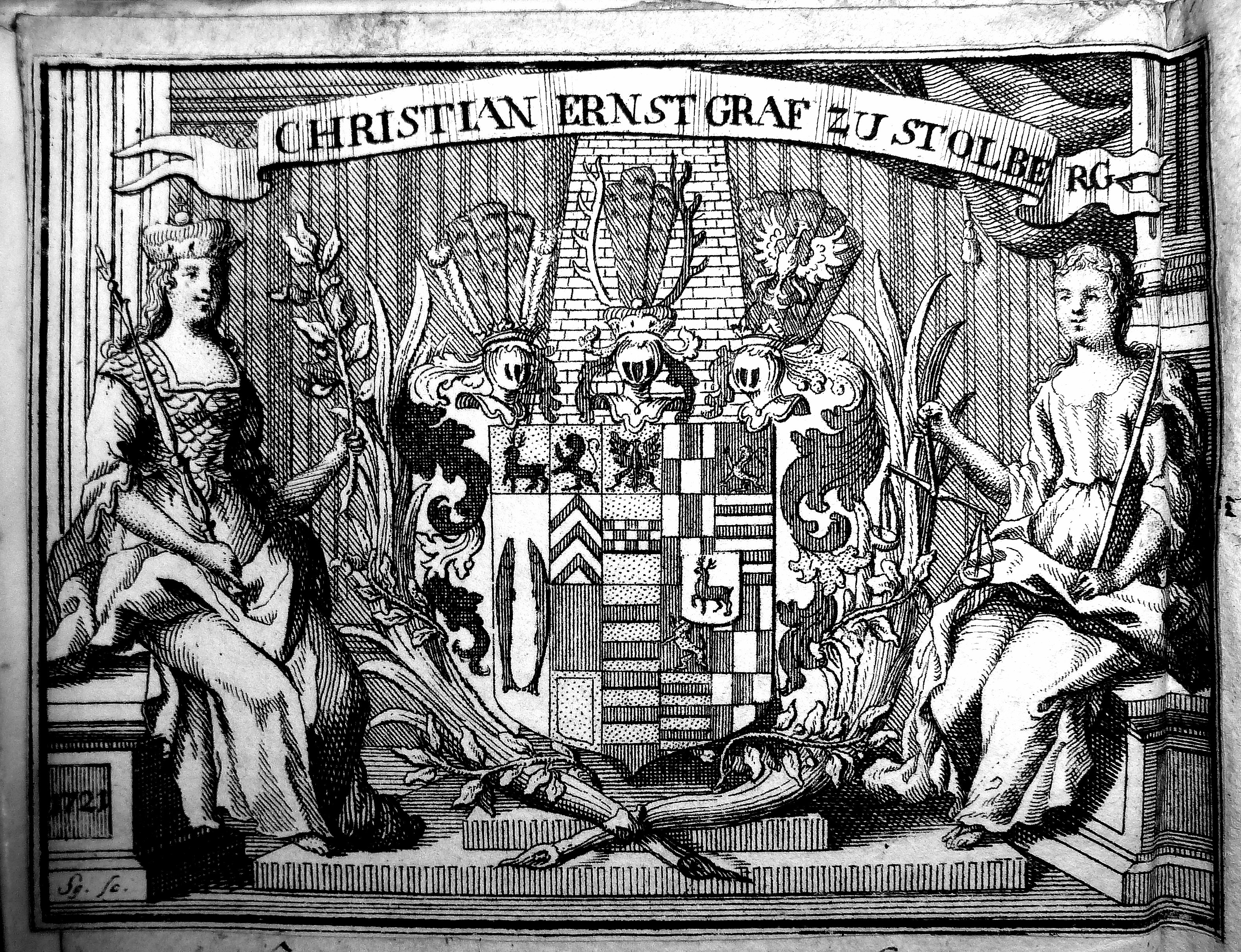
Exlibris von Christian Ernst zu Stolberg-Wernigerode (1721)

1714 musste Graf Christian Ernst zu Stolberg-Wernigerode in einem Rezess die Oberhoheit Brandenburg-Preußens über die Grafschaft Wernigerode anerkennen.
Am 21. Mai 1738 erließ er eine Primogeniturordnung, die die Erbfolge nur in männlicher Linie vorsah und damit künftige Teilungen der Grafschaft Wernigerode untersagte. Durch Ableben seines Bruders Heinrich August erbte er 1748 die fränkische Herrschaft Schwarza.
Christian Ernst war Ritter des königlich-preußischen Schwarzen Adlerordens und des königlichen-dänischen Ordens de l’union parfaite. Von 1735 bis 1745 leistete er als Geheimer Rat seinem Cousin, dem König Christian VI. von Dänemark hilfreiche Dienste.
Mit Rücksicht auf seinen königlichen preußischen Oberlehnsherrn lehnte er jedoch die Annahme des dänischen Elefanten-Ordens ab und ebenso 1742 die auch für ihn und seine Linie ausgesprochene Verleihung der Reichsfürstenwürde, die deshalb in ihrer Ausführung auf Stolberg-Gedern beschränkt blieb. Dem König Friedrich Wilhelm I. erwies er alle möglichen Aufmerksamkeiten, die stets dankbar erwidert wurden. Besonders ist hierbei die Besorgung großer Leute für das Heer des Königs hervorzuheben. Es wurden dadurch zuweilen wichtige Zwecke erreicht, wie die Herstellung freundlicher Verhältnisse zu Ständen des Reichs oder zur Krone Dänemark. Auch versah er den König fleißig mit Nachrichten aus Dänemark, Mecklenburg und Wernigerode und machte ihn auf neue, besonders militärische Einrichtungen und Erfindungen aufmerksam. Seinerseits war der König seinem aufrichtig geschätzten Vasallen sehr gewogen und erklärte, dass er des Grafen Vorstellungen allemal so weit als möglich berücksichtige.

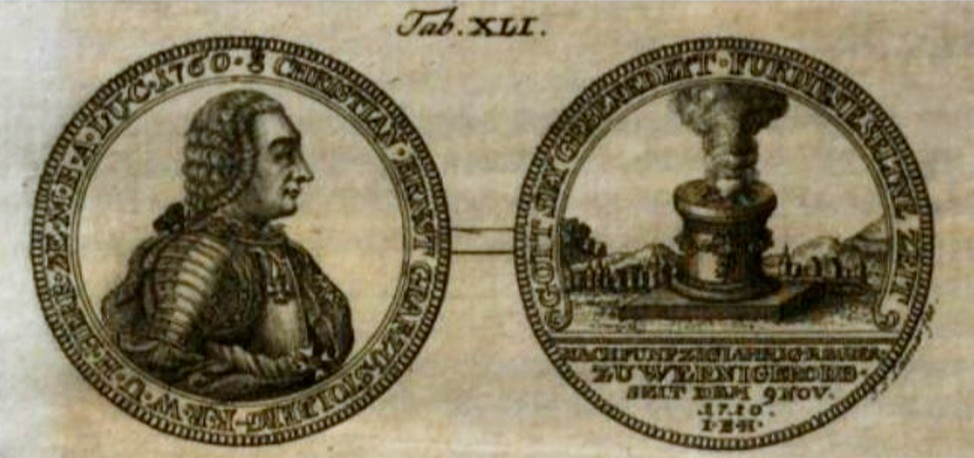
Medaille 1760 zum 50-jährigen Regierungsjubiläum
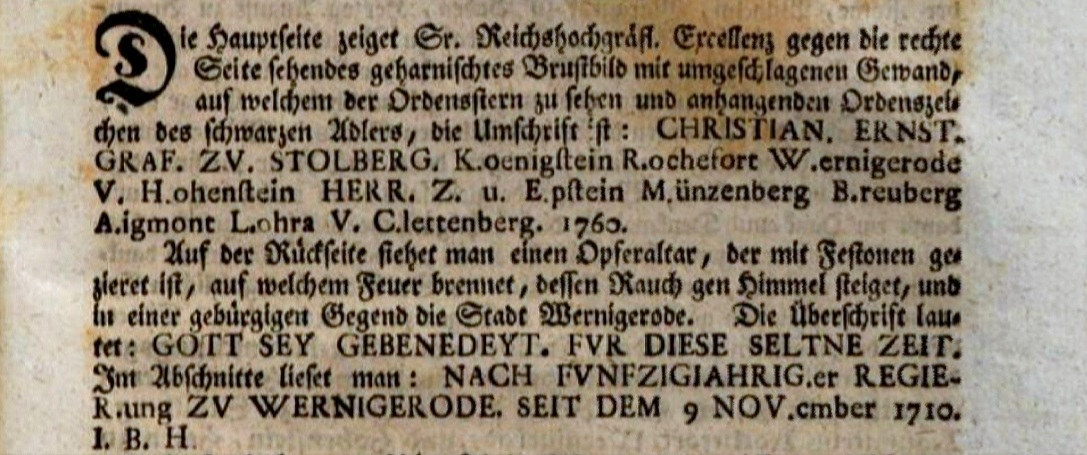
Beschreibung der Jubiläumsmedaille

Unter der Regierung des Grafen Christian Ernst entwickelte sich eine rege Bautätigkeit innerhalb der Grafschaft Wernigerode, so ließ er den Lustgarten im französischen Stil umgestalten und das Gebäude einer Orangerie errichten. Ferner ist ihm die Errichtung des später so genannten Wolkenhäuschen auf dem Brocken zu verdanken.

## Nachkommen
Seit dem 31. März 1712 war er mit Sophie Charlotte Gräfin zu Leiningen-Westerburg (1695–1762) verheiratet. Sie war die Tochter von Johann Anton Graf zu Leiningen-Westerburg in Schadeck und Christine Luise Gräfin zu Sayn-Wittgenstein. Zusammen hatten sie zwölf Kinder, von denen nur vier das Erwachsenenalter erreichten:
- Luise Christiane (1713–1796), war 1755–1796 Äbtissin von Drübeck
- Heinrich Ernst zu Stolberg-Wernigerode (1716–1778) ⚭ (I) Marie Elisabeth von Promnitz (1717–1741), Tochter von Erdmann II. von Promnitz (1683–1745); ⚭ (II) Christiane Anna von Anhalt-Köthen (1726–1790), Tochter von August von Anhalt-Köthen (1697–1755)
- Ferdinande Adriane (1718–1787) ⚭ Graf Ludwig Friedrich zu Castell-Remlingen (1707–1772)
- Christiane Eleonore (1723–1786) ⚭ Adolf Christian Burggraf zu Dohna-Lauck (1718–1780)